# Канун весны (фильм, 1928)
«Канун весны» (пол. Przedwiośnie) — польский чёрно-белый немой художественный фильм, драма 1928 года. Экранизация одноименной повести Стефана Жеромского.

## Сюжет
Поляк Цезарь Барыка родился и вырос в Баку во время распада Российской империи. Он является свидетелем Февральской, затем Октябрьской революций и Гражданской войны в России. Неожиданно из плена возвращается его отец и рассказывает почти фантастические вещи о новой цивилизации возникающей в Польше, где строятся стеклянные дома и все живут в благосостоянии. Цезарь приезжает в Польшу и, столкнувшись с реальностью, разочаровывается, видя, что отец соврал ему. Он путешествует по стране, переживая любовные перипетии, а фоном этих событий становится Советско-польская война и проблемы первых лет независимости Польской Республики.

## В ролях
- Збигнев Саван — Цезарь Барыка.
- Тадеуш Фиевский — Барыка в молодости.
- Стефан Ярач — Стефан Барыка, отец Цезаря.
- Текла Трапшо — Ядвига Барыкова, мать Цезаря.
- Мария Горчиньская — Лаура Костенецкая.
- Мария Модзелевская — Каруся.
- Яга Борыта — Ванда Окшиньская.
- Болеслав Межеевский — Ипполит Велёславский.
- Богуслав Самборский — Владысляв Барвицкий.
- Владислав Вальтер — Ендрек.
- Октавиан Качановский — Скальницкий.
- Януш Дзевоньский — ксендз Анастазий